# Linia kolejowa 72 Veresegyház – Gödöllő
Linia kolejowa Veresegyház – Gödöllő – linia kolejowa na Węgrzech. Jest to linia jednotorowa, w całości niezelektryfikowana. Łączy Veresegyház z Gödöllő. Obecnie wyłączona z ruchu

## Historia
Linia kolejowa została otwarta 2 września 1911.